# Fiber-Optic Link Around the Globe
FLAG (Fibre-optic Link Around the Globe) ist ein 28.000 km langes Seekabel, welches England mit Japan und vielen dazwischenliegenden Ländern verbindet.
Die Strecke zwischen Hongkong und Pusan wurde 2006 von einem Erdbeben unterbrochen.
2008 wurden mehrere Teile der Leitung durch Schiffsanker unterbrochen. Die Schiffe hatten unerlaubterweise ein Seegebiet mit der Trasse befahren und mussten wegen Stürmen ankern.
Am 20. Dezember 2008 wurde FLAG im Mittelmeer erneut durchtrennt. Auch SEA-ME-WE 3 und 4 waren betroffen.
Auch 2010 kam es erneut zu Unterbrechungen bedingt durch Erdbeben. Eine Erschütterung der Stärke 6,4 führte zu Schäden an verschiedensten Backbones und Anschlüssen, die Taiwan mit dem Flag-Netz verbinden. Längerfristige Ausfälle wurden durch eine Umleitung des Datenverkehrs vermieden.
Die Verlegung des Seekabels mit ihren technischen, wirtschaftlichen und historischen Aspekten erkundete der Schriftsteller Neal Stephenson im Auftrag des Wired auf einer Weltreise 1995/96. Sein Essay erschien im Dezember 1996 unter dem Titel Mother Earth - Mother Board.